# Muhammad Alí Šáh
Muhammad Alí Šáh (persky محمدعلی شاه قاجار‎‎; 21. června 1872 – 5. dubna 1925 Sanremo) byl šestý a předposlední perský šáh z rodu Kádžárovců. Vládl od 8. ledna 1907 do 16. července 1909.
Muhammad Alí Šáh bojoval proti ústavě, kterou vyhlásil jeho otec Muzaffaruddín Šáh. Roku 1907 rozpustil parlament a prohlásil ústavu za zrušenou, jelikož odporuje islámskému právu. Tím rozdmýchal občanskou válku se zastánci ústavy. Na šáhově straně stály Rusko a Velká Británie, ani zahraniční vojenská podpora však šáhovi nestačila k vítězství. Když v červnu 1909 šáhovi protivníci obsadili Teherán, panovníka sesadili, obnovili platnost ústavy a novým šáhem se stal jedenáctiletý syn Muhammada Alího Ahmad. Muhammad Alí prchl do Oděsy a snažil se získat moc zpět, byl však neúspěšný. Roku 1920 odešel do Istanbulu a poté do Itálie, kde zemřel.

## Vyznamenání
- velkokříž Císařského rakouského řádu Leopoldova – Rakousko-Uhersko, 1900
- Vznešený řád osmanské dynastie – Osmanská říše, 1905
- Řád svatého Ondřeje – Ruské impérium, 1905
- Řád svatého Alexandra Něvského – Ruské impérium, 1905
- Řád Bílého orla – Ruské impérium, 1905
- Řád svatého Stanislava I. třídy – Ruské impérium, 1905
- Řád svaté Anny I. třídy – Ruské impérium, 1905
- velkokříž Řádu čestné legie – Francie, 1905
- velkokříž Řádu Leopoldova – Belgie
- Řád za zásluhy – Osmanská říše
- Medaile za zásluhy – Osmanská říše
- Zlatá medaile za chrabrost – Osmanská říše
- Řád slávy – Osmanská říše